# Asanagi
El Asanagi (朝凪 calma matinal?) fue el octavo  y penúltimo destructor de la clase Kamikaze. Sirvió en la Armada Imperial Japonesa durante la segunda guerra sino-japonesa y la Segunda Guerra Mundial. 

## Historia
Sus primeras acciones de combate durante la Segunda Guerra Mundial tuvieron lugar como participante en las fuerzas de invasión de las Islas Gilbert, el segundo intento en la Isla Wake, y en Gasmata, Nueva Bretaña, pero no recibe daños hasta el 8 de marzo de 1942, mientras apoyaba la invasión de Lae, cuando un ataque aéreo lo obligó a dirigirse a Rabaul para reparaciones.
Tras realizar numerosas misiones de escolta, y en el desempeño de una de ellas, fue torpedeado por el submarino estadounidense Pollack, hundiéndose en 40 minutos en la posición (28°20′N 138°57′E / 28.333, 138.950). No hay datos del número de supervivientes, pero probablemente fue alto, dada la presencia de otros buques para transferir la tripulación que no murió en el ataque, y el tiempo transcurrido hasta irse a pique.